# ヴォロネジ国際空港
ヴォロネジ国際空港（ロシア語:  Международный аэропорт Воронеж、英語: Voronezh International Airport）は、ロシア・ヴォロネジにある空港。

## 概要
1933年2月9日、ヴォロネジに最初の民間飛行場として誕生した。
2018年の時点で同空港の利用客数は77万人。したがって、空港は収容能力の70％程度に達しており混雑が慢性化している。現在、救命士、消防士、技術スタッフ、ケータリング、セキュリティスタッフなど約400人が働いている。
特別軍事作戦の実施により、2022年2月24日より、同空港からの全便の発着が禁止されている。